# Jan I. Spravedlivý
Jan I. Spravedlivý byl habešský (území dnešní Etiopie) král králů, který vládl mezi lety 1667–1682. Pocházel z dynastie Gondarine.